# 시카소주

시카소주의 위치

시카소주(프랑스어: Région de Sikasso)는 말리 남부에 있는 주로, 주도는 시카소이며 인구는 1,609,967명(2001년 기준)이다.

## 같이 보기
- 말리의 행정 구역